# La Maya
La Maya è un comune spagnolo di 162 abitanti situato nella comunità autonoma di Castiglia e León.

## Società

### Evoluzione demografica
Abitanti censitiAnno01002003004005006007001900192019401960198120012021Popolazione